# Änglabron
Änglabron (estniska: Inglasild) är en gångbro i trä på Toomemägi (Domberget) i Tartu i Estland.
Bron ritades av Johann Wilhelm von Krause och byggdes 1838. Konstruktör var Moritz Hermann von Jacobi, som var professor i byggnadsteknologi vid Tartu universitet.
På bron finns en relief av Tartu universitets första rektor efter återöppnandet 1802, Georg Friedrich Perrot (1767–1852) och devisen "Otium reficit vires" ("Att vila återhämtar kraften").
Bron kan ha sitt namn efter "Inglise sild" ("Engelska bron"), efter den park i engelsk stil som finns på Toomemägi.

## Bildgalleri

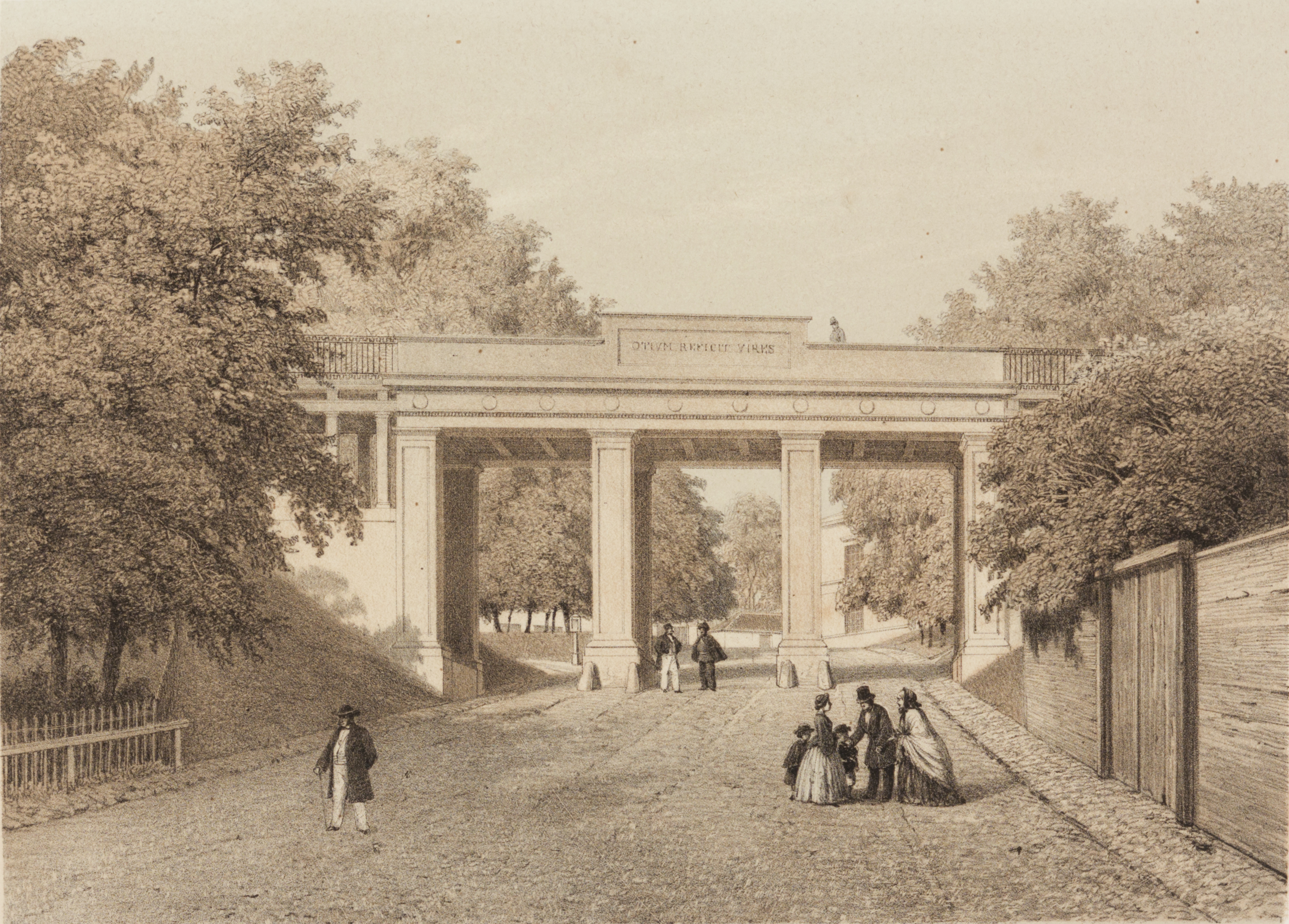
Bild av Louis Höflinger 1860
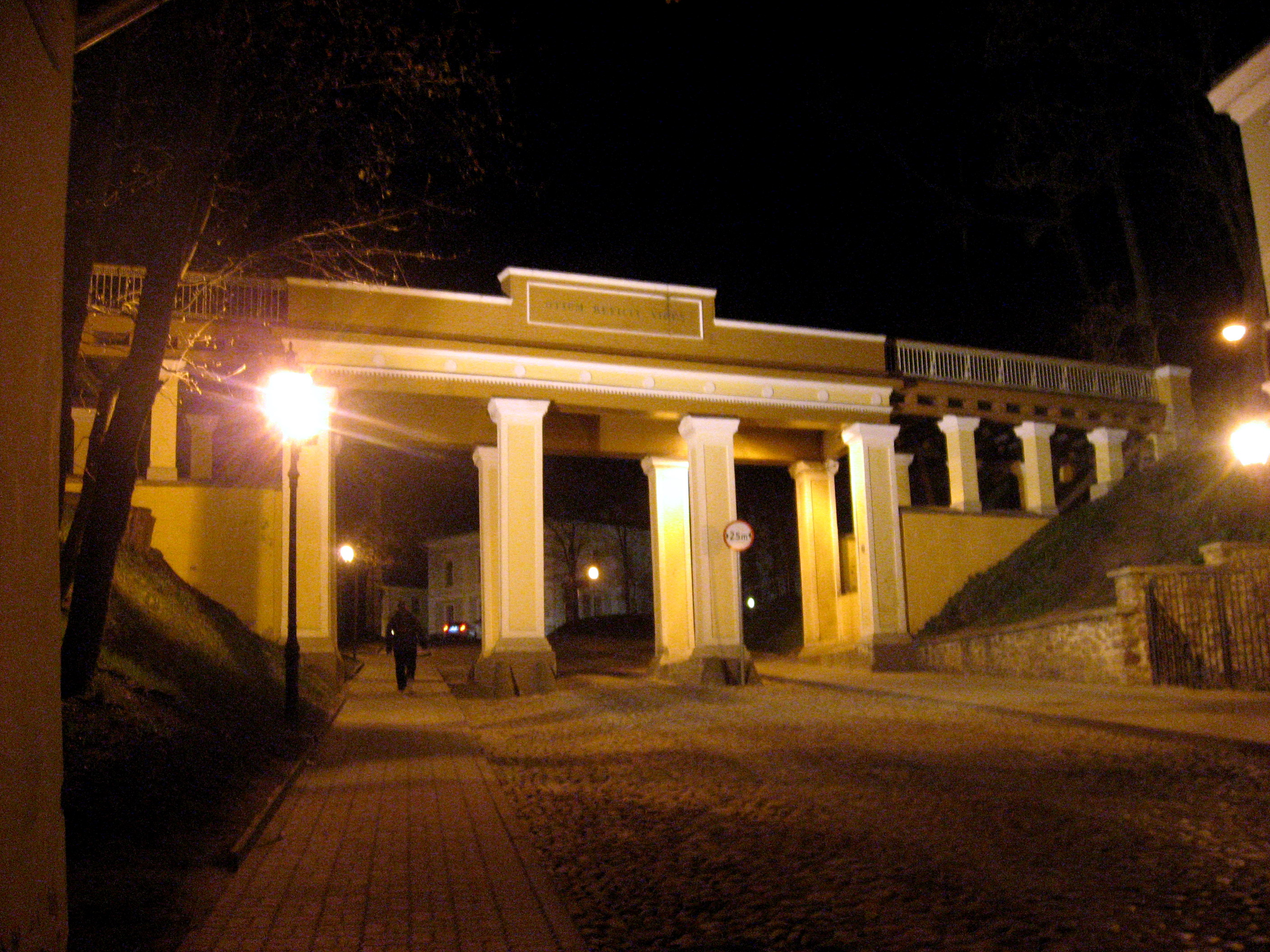
Änglabron.
- Drönarflyg från Djävulsbron till Ängelsbron